# Фрици Швингл
Фридерике Фрици Швингл ( ; Беч, 28. јул 1921 — Клостернојбург, 9. јул 2016. бивша је аустријска спринт и сланом кајакашка репрезентативка Аустрије, крајем 1940-их до друге половине 1950—их година. Бронзана медаља са Олимпијских игара у Лондону, трострука светска првалкиња у слалому, победник многих регата националног и међународног значаја.

## Биографија
Први велики успех на вишем међународном нивоу постигла је у сезони 1948, када је ушла у састав аустријске репрезентације и кроз низ успешних регата добила право да брани част земље на Летњим олимпијским играма у Лондону. Такмичила се у две дисципине. У квалификацијама прве у кајаку једноседу К-1 на 500 м била је трећа у другој групи и пласирала се у финале. У финалу је поново била трећа и освојила је бронзану медаљу. У финишу је изгубила друго место од Холађанке Алиде ван дер Анкер-Дуденс за једну десетинку секунде, односно непуну секунду иза првопласиране Данкиње Карен Хоф. Поред овог успеха Фрици Швингл је постала прва аустријска кајакашица, која је учествовала у кајакаштву на олимпијским играма и прва која је освојила медаљу за Аустрију у кајакашком спорту. У истој сезони на Светском првенству такође у Лондону, заједно са партерком Гертруде Либхарт у дисциплини К-2 на 500 метара, такође је добила бронзану медаљу.
Као власница бронзаних медаља, Швинглова учвршћује место у репрезентацији и наставља учествовање у великим међународним регатама. Тако је 1949. учествовала на 1. Светском првенству у кајаку и кануу на дивљим водама (слалом) одржаном у Женеви где је возаћи склопиви кајак Ф-1 као награде добила сребрену и златну медаљу индувидуално и екипно. Тако је постала је прва и једина аустријска кајакашица која је икада освојила медаљу на светским првенствима у кајакаштву на мирним (спринт) и дивљим (слалом) водама.
Године 1950, Фриц Швингл осваја бронзу (једноисед) и сребро (двосед) на 500 метара на Светском првенству на мирним водама у Копенхагену. Годину дана касније, код куће у Штајру на Светском првенству на дивљиоим водама поново осваја злато (екипно) и сребро (појединачно. Након две године на сличним такмичењу у Мерану (Италија) постаје светска првакиња у поединачној конкуренцији, а екипно осваја и бронзу. Године 1954. је поново вратила такмичењима на мирним водама ии осваја сребрну медаљу на Светском првенству у Макону (Француска) изгубивши од победнице Терезе Ценц (Немачка) за једну десетинку секунде. На крају сезоне проглашена је за најбољег спортистиу Аустрије. Последњи пут је постига запаженији резултат на међународној сцени у сезони 1957, када је Светском првенству у слалому у Аугсбургу освојила је бронзану медаљу у екипном такмичењу.
Касније је живела у Клостернојбургу. За изврсне спортске успехе 1992. године добила је златну медаљу За заслуге Републике Аустрије ("Ehrenzeichen für Verdienste um die Republik Österreich"|.
Умрла је 9. јула 2016. недуго пре његовог 95. рођендана.